# Heterometrus swammerdami
Heterometrus swammerdami es una especie de escorpión de la familia Scorpionidae que ostenta el récord de escorpión más largo del mundo, con 23 cm de longitud, siendo también uno de los más pesados, con 56 g. Su veneno no suele ser mortal para los humanos, ya que mata a sus presas aplastándolas con sus poderosos pedipalpos. La subespecie H. swammerdami titanicus vive en Sri Lanka y la India.